# Escape From Monster Manor
Escape from Monster Manor est un jeu vidéo de tir en vue à la première personne développé par The 3DO Company et édité par Electronic Arts uniquement sur 3DO Interactive Multiplayer.

## Histoire
Un talisman qui gardait enfermé des puissances maléfiques a été brisé en 12 morceaux. Pour sceller à nouveau les forces du mal, le joueur doit explorer un manoir hanté pour retrouver tous les morceaux.

## Système de jeu
Le joueur doit se déplacer dans l'ensemble du manoir en mode de vue subjective. Le joueur n'est armé que d'un pistolet pour se défendre contre les monstres du manoir (pas d'autres armes), mais il pourra tout de même trouver des munitions et des trousses de vie.
Le manoir est divisé en douze sections où le joueur doit trouver dans chacun un bout du talisman.

### Média externes
- Jaquette du jeu
- Vidéo d'introduction et de gameplay